# 아사키타구
아사키타구(일본어: 安佐北区)는 일본 히로시마현 히로시마시를 구성하는 8개 구 중 하나이다.
히로시마현의 (구)아사군 북부에 해당하는 (구)가베정, 고요정, 아사정, (구)다카타군의 (구)시라키정으로 이루어져 있다. 히로시마시와 합병 후 정령지정도시 지정 때 아사키타구가 되었지만 주거표시 실시에 의해 (구)가베정, 고요정 및 아사정의 아사히가오카 지구에는 옛 정명이 남아 있지 않다. 면적은 히로시마시에서 최대이고 산이 많은 지형이다.

## 교통

### 철도
- 서일본 여객철도
  - 가베선
  - 게이비선

### 도로
- 주고쿠 자동차도
- 히로시마 자동차도(일본어판)
- 국도 제54호선
- 국도 제191호선 (일본)(일본어판)
- 국도 제261호선 (일본)(일본어판)